# أولين موت
أولين موت (بالإنجليزية: Olin Mott)‏ هو شخصية أعمال أمريكي، ولد في 5 مارس 1921، وتوفي في 2 يوليو 2013.